# Pino De Vittorio

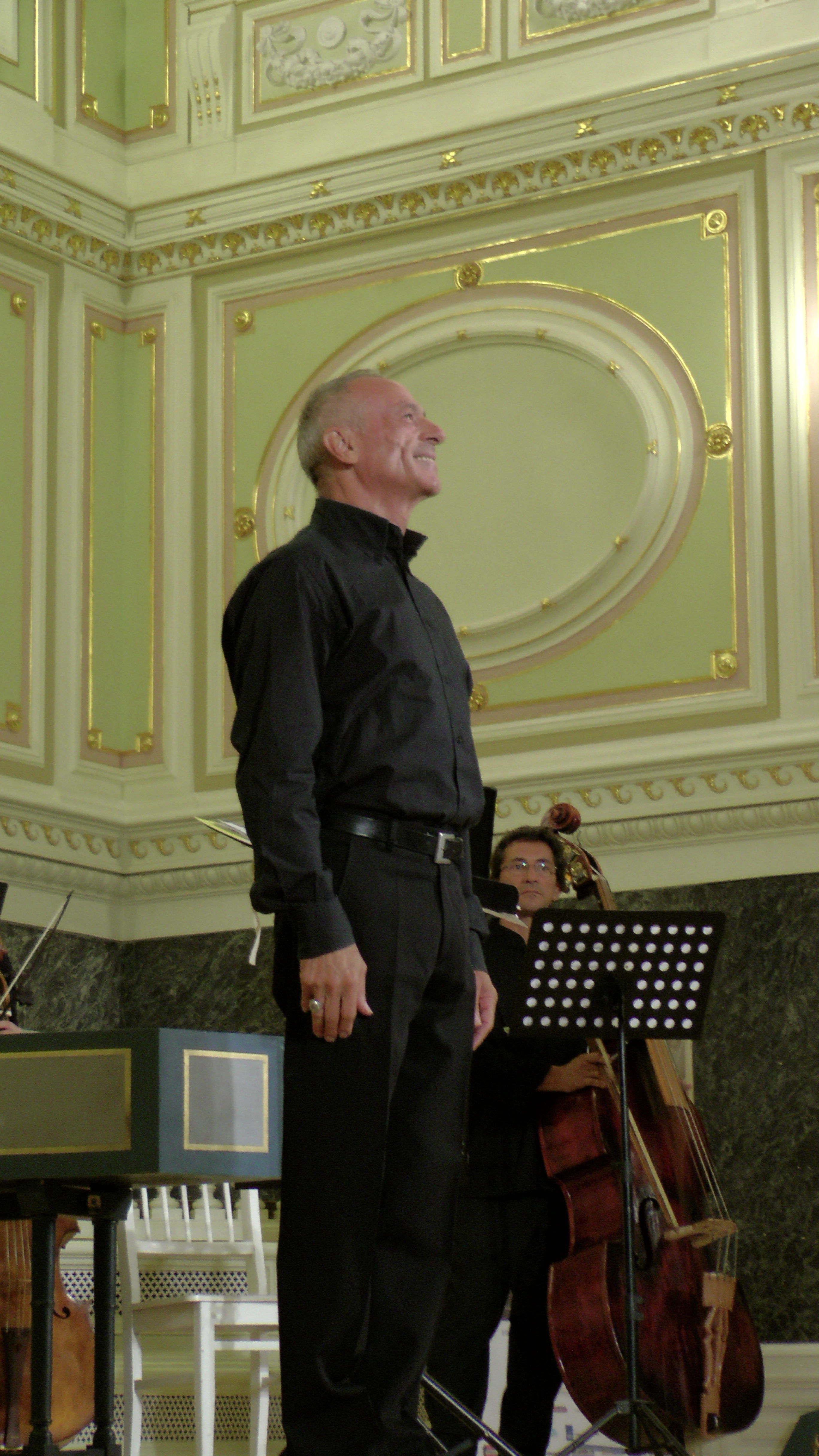
Pino De Vittorio en el Festival de Música Antigua de San Petersburgo, 17.09.2014.

Giuseppe De Vittorio, conocido comúnmente como Pino De Vittorio (Leporano, 24 de diciembre de 1954) es un tenor y actor italiano que también ha cantado como soprano.
En 1976 fundó con Angelo Savelli La Compagnia Pupi e Fresedde, que interpreta música folclórica y tarantelas de Apulia.  Ha contribuido a la investigación y revalorización de las canciones populares del sur de Italia trabajando con Roberto De Simone, Salvatore Accardo, Luciano Berio y Massimo de Bernart.
- Datos: Q15041901
- Multimedia: Pino De Vittorio / Q15041901